# Jubileum-barlang
A Jubileum-barlang (bolgárul: Юбилейна пещера) Bulgáriában, a Rodope-hegységben található, Pestera kistérségben, 1974 óta ismert. Két szintje van, hossza 814 méter, mélysége 18 méter. A bejárata 2 méter átmérőjű, és egy omladékos részhez vezet. Ezt követi egy nagyobb terem, ez 50 méter hosszú, 18 méter széles. A főfolyosó innen ágazik ki, kezdetben kb. 5 méter széles, később erősen összeszűkül,végül belefut a patakos folyosóba. A főfolyosó végül egy szifonban tűnik el.

## Fordítás
- Ez a szócikk részben vagy egészben  a(z)   Юбилейна (пещера) című bolgár Wikipédia-szócikk fordításán alapul.  Az eredeti cikk szerkesztőit annak laptörténete sorolja fel. Ez a jelzés csupán a megfogalmazás eredetét és a szerzői jogokat jelzi, nem szolgál a cikkben szereplő információk forrásmegjelöléseként.